# Chengbei (socken i Kina, Shanxi)
Chengbei (kinesiska: 城北, 城北街道) är en socken i Kina. Den ligger i provinsen Shanxi, i den norra delen av landet, omkring 130 kilometer väster om provinshuvudstaden Taiyuan.
Genomsnittlig årsnederbörd är 748 millimeter. Den regnigaste månaden är juli, med i genomsnitt 257 mm nederbörd, och den torraste är december, med 3 mm nederbörd.